# SESC Pompéia

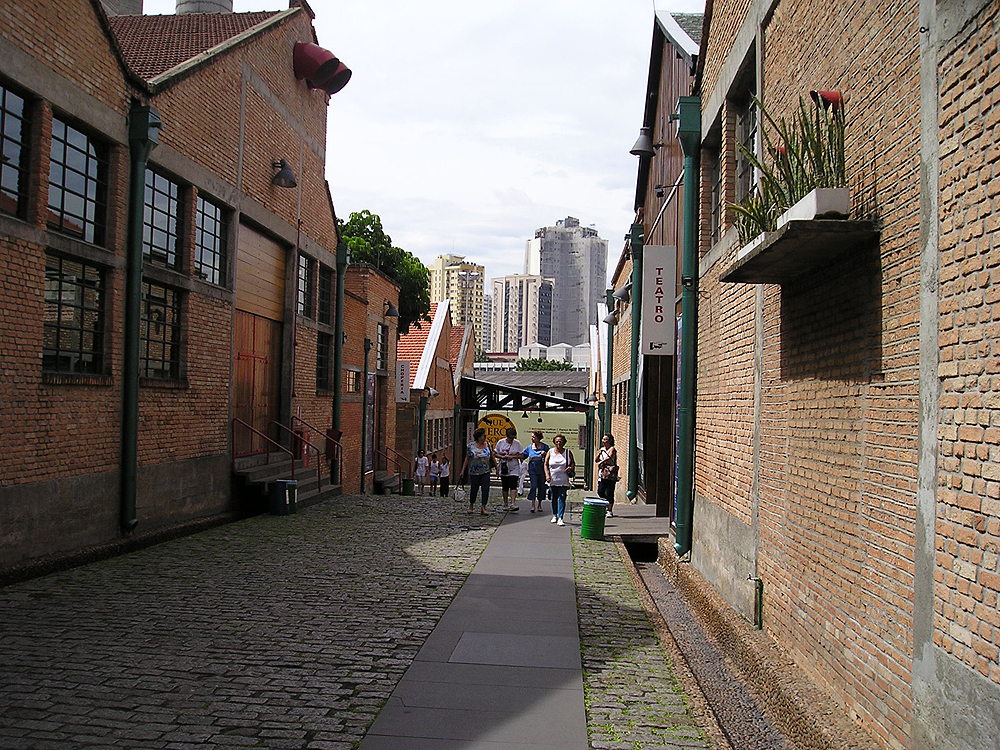
Eingangsbereich in das SESC Pompéia

Das  SESC Pompéia bzw. die Fábrica da Pompéia, ist eine ehemalige Fass-Fabrik in São Paulo, Brasilien, die von der Architektin Lina Bo Bardi von 1977 bis 1986 zu einem großen Kultur- und Sportzentrum umgebaut wurde. Es befindet sich in der Rua Clélia, 93 Cep 05042-000, in der Nähe der Metro-Station Barra Funda.

## Historisches

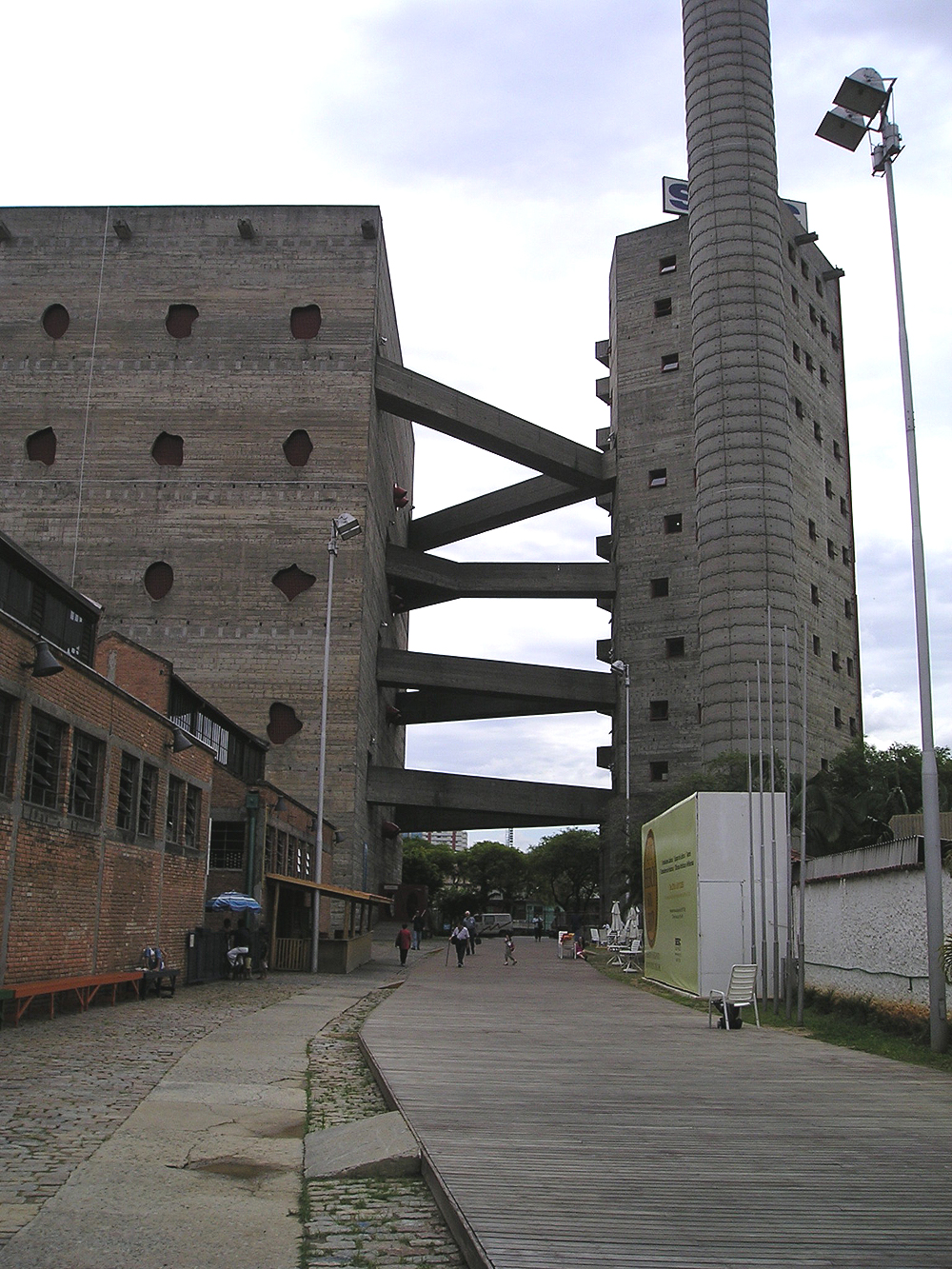
Hochhaus der Sporthallen im SESC Pompéia

Die ehemalige Fábrica da Pompéia war eine Fabrik, die 1938 von der deutschen Firma Mauser & Cia Ltda. gebaut wurde und 1945 von der brasilianischen Industriefirma Ibsen übernommen wurde. Sie diente der Herstellung von Ölfässern, später auch von Kühlschränken und Kerosin. 
Die Architektin Lina Bo Bardi, 1946 aus Italien mit ihrem Mann Pietro Maria Bardi eingewandert, hatte sich in São Paulo bereits einen Namen durch den Bau des Museu de Arte de São Paulo gemacht. 1976 betrat sie erstmals das Gelände des späteren SESC Pompéia; die hier einst ansässigen Firmen waren bereits in Konkurs gegangen und das gesamte Gelände stand leer.

## SESC
Das SESC (Serviço Social da Comércio, dt.: „Sozialer Dienst des Handels“) ist der Träger verschiedener Kultur-, Sport- und Freizeit-Einrichtungen in Brasilien. Alleine in São Paulo unterhält die private Non-Profit-Organisation 35 Zentren, u. a. auch die Fábrica Pompéia. Finanziert werden sie von einer Abgabe aller Handelsunternehmen in Brasilien. Sie sind im Besonderen für deren Angestellte gedacht, stehen aber allen offen. Der Eintritt ist gering, mittags werden warme Mahlzeiten für wenig Geld angeboten.
Die jeweiligen Zentren, fast in jedem Stadtviertel eines, haben unterschiedliche Schwerpunkte.

## SESC Pompéia
Das Pompéia ist ein besonders großes Zentrum mit angeschlossenem Theater, einer Bibliothek, verschiedenen Sporthallen und weiteren Sporteinrichtungen, einem Schwimmbad, Ausstellungshallen, Restaurant, Bar, Werkstätten und Räumlichkeiten für Workshops, Kurse, Lesungen und Musikveranstaltungen. Einen Schwerpunkt der künstlerischen Ausrichtung des Pompéia bilden Workshops und Ausstellungen zu Streetart. Dazu zählen beispielsweise das DULOCO Festival 1998, Market of art 1999 (u. a. mit Nina Pandolfo) und die Feira de Arte da Pompéia 2003 und 2004.
- Eröffnung: 22. Januar 1982
- Gesamtfläche: 16.573 m²
- bebaute Fläche der Sportanlagen: 11.360 m²
- bebaute Fläche der Lagerhäuser: 12.211 m²
- Gesamtfläche bebaut: 23.571 m²
- zugelassene Personen pro Tag: 5.000[2][3]

## Galerie

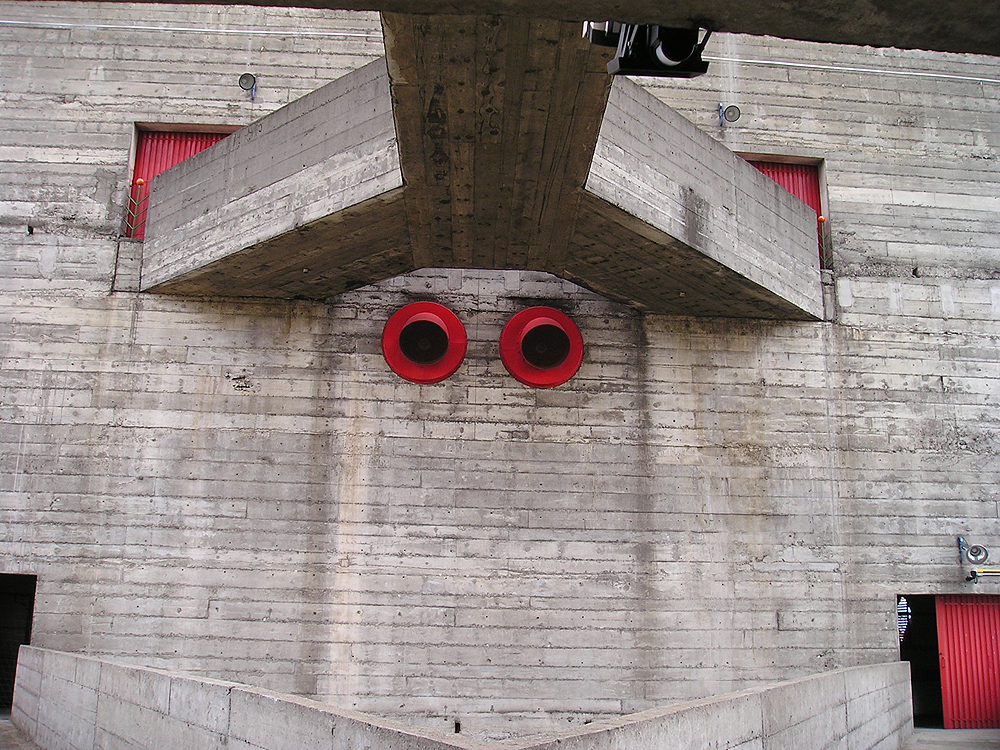
Hochhaus der Sporthallen, Ausschnitt
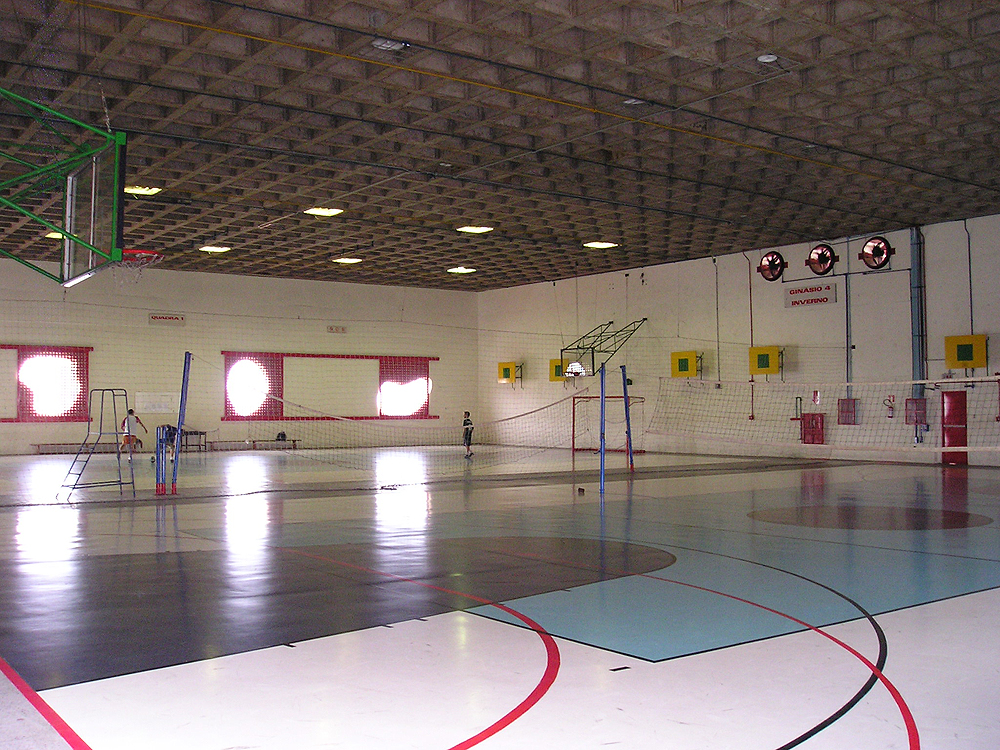
Innenansicht einer der Sporthallen im Hochhaus
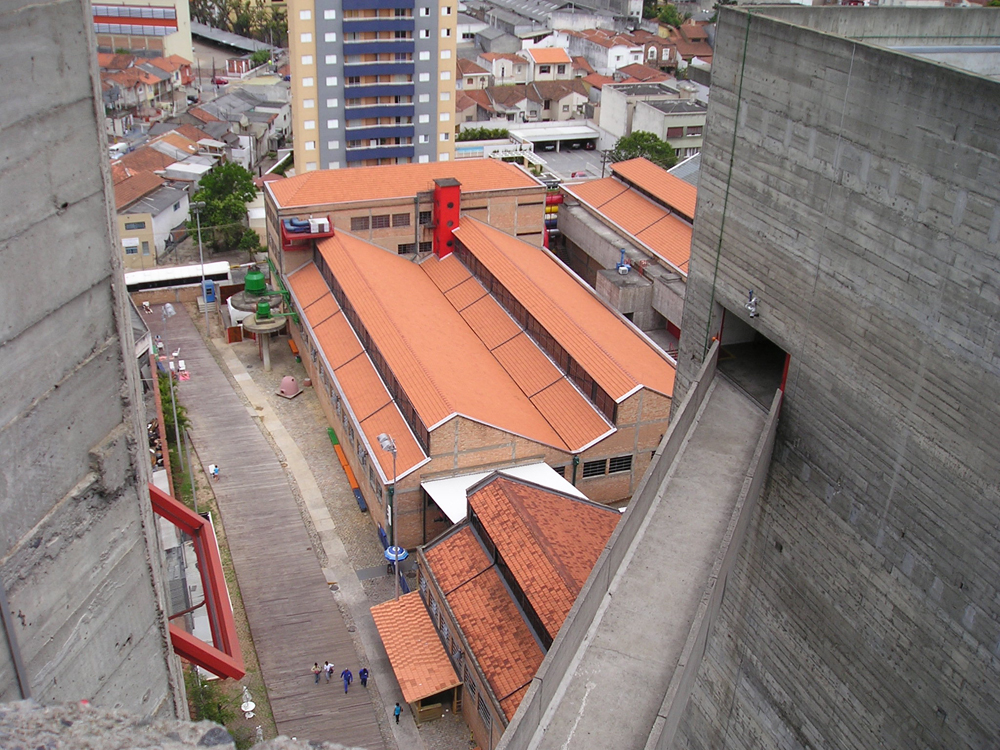
Blick von oben auf die ehemaligen Lagerhallen der Pompéia Fabrik
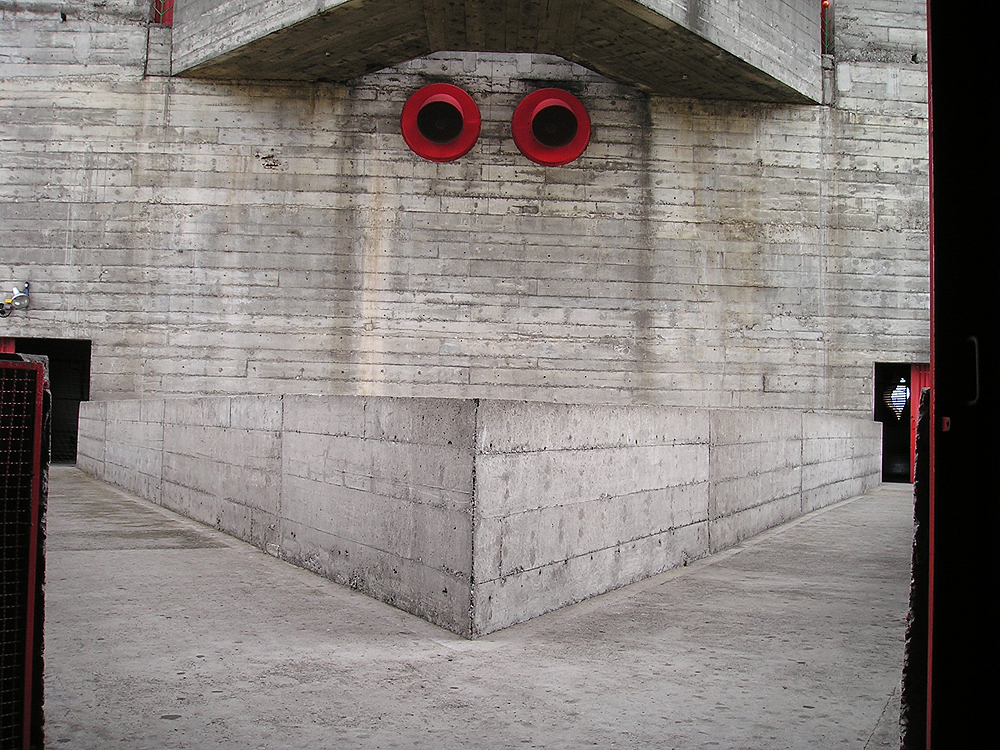
Hochhaus der Sporthallen, Ausschnitt
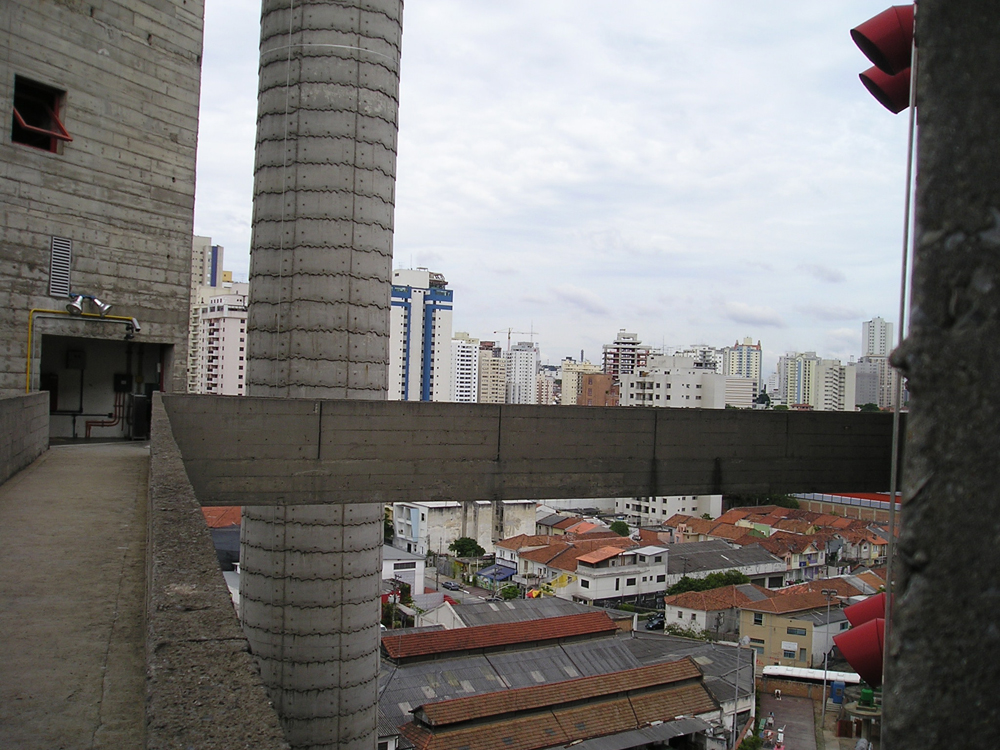
Blick durch die beiden Hochhäuser mit den Sporthallen
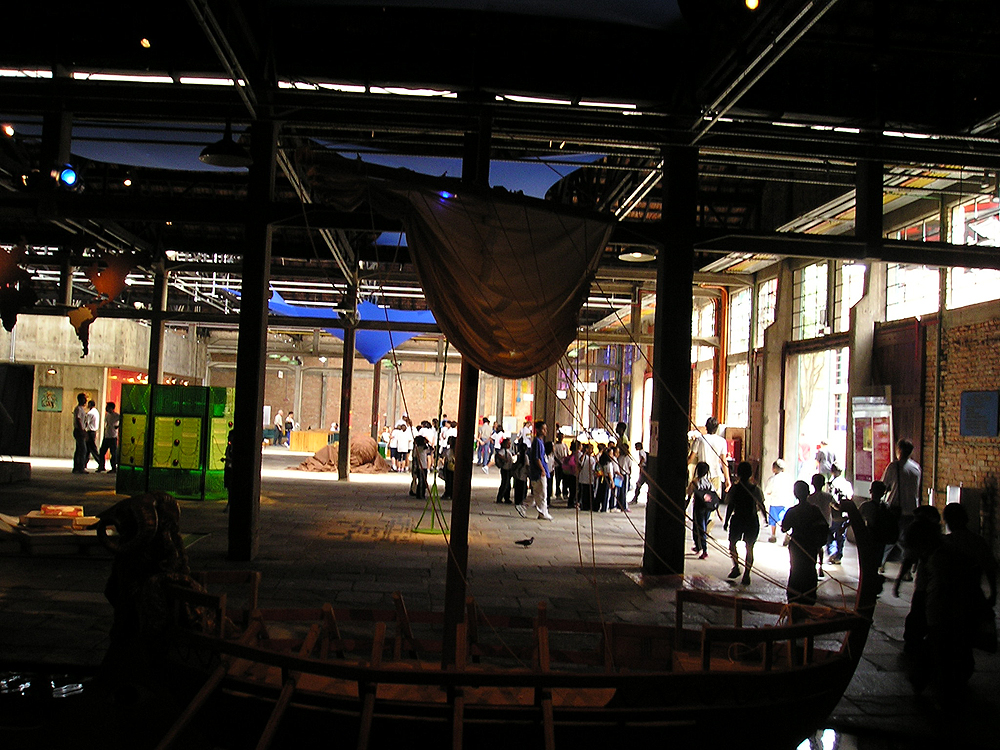
Große Ausstellungshalle im SESC Pompéia
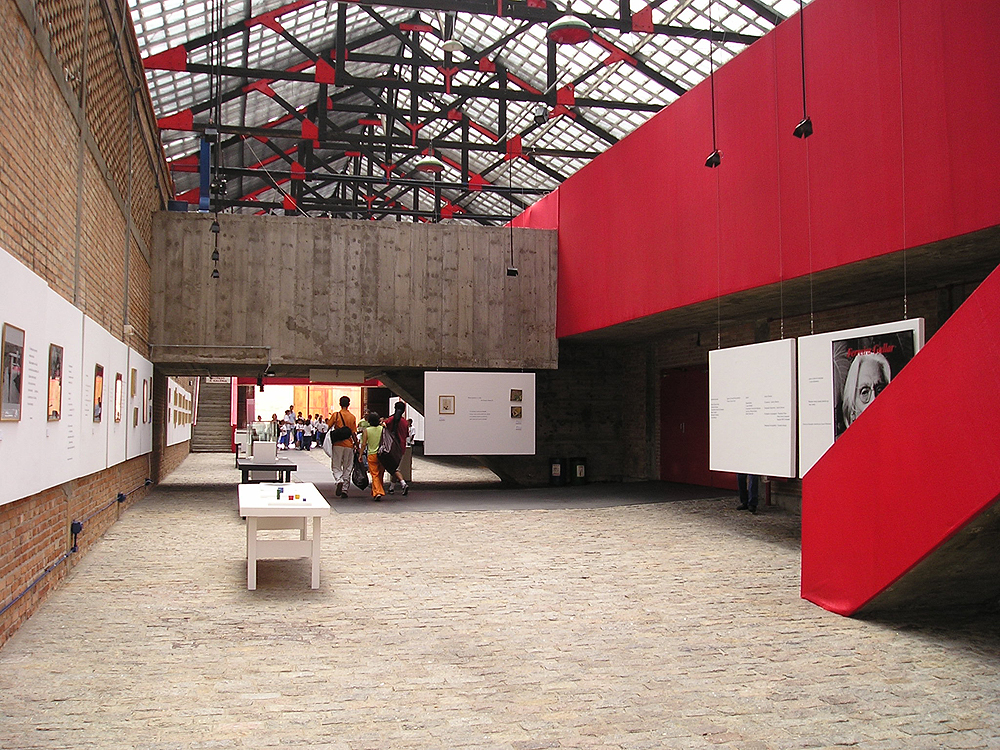
Galerie und Eingang zum Theater
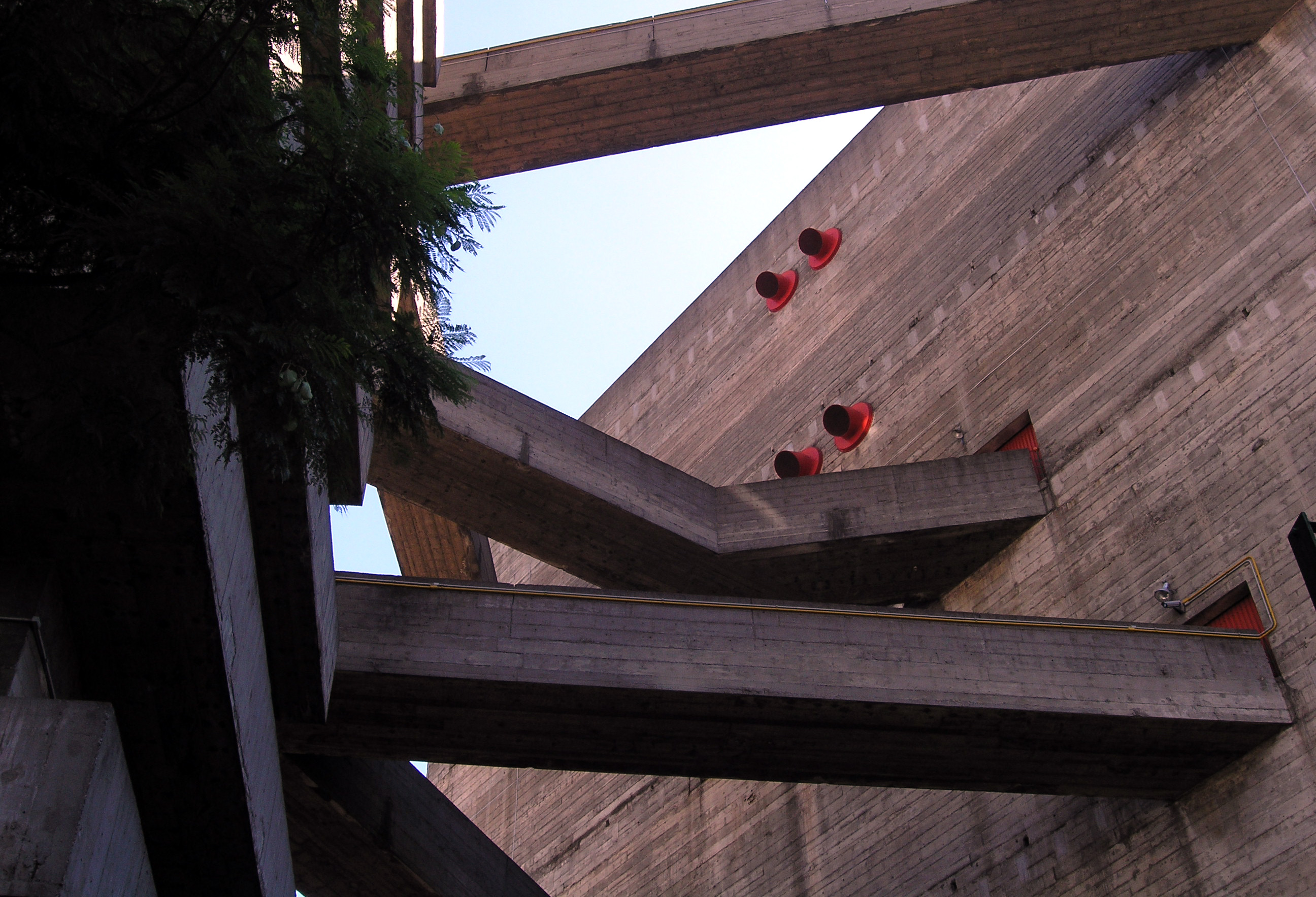
Gänge zwischen den Hochhäusern